# كرايغ نورمان
كرايغ نورمان هو مدرب كرة سلة كندي، ولد في 1991.